# Homberg (Berne)
Pour les articles homonymes, voir Homberg.
Homberg est une commune suisse du canton de Berne, située dans l'arrondissement administratif de Thoune.